# 克里斯蒂安尼亞鎮區 (北達科他州伯利縣)
克里斯蒂安尼亞鎮區（英語：Christiania Township）是位於美國北達科他州伯利縣的一個鎮區。

## 地方資料
克里斯蒂安尼亞鎮區的面積為93.25平方千米，當中陸地面積為93.15平方千米，而水域面積為0.10平方千米。根據2010年美國人口普查的數據，當地共有人口37人，而人口密度為每平方千米0.4人。